# Strictly 4 My N.I.G.G.A.Z...
Strictly 4 My N.I.G.G.A.Z... – drugi studyjny album amerykańskiego rapera 2Paca. Został wydany w 1993 roku nakładem wytwórni Interscope Records.
Podobnie jak na debiutanckiej płycie, główną tematyką tego albumu są problemy społeczne i polityczne. Gościnnie na tej płycie można usłyszeć między innymi: Ice Cube’a, Ice-T oraz formacje Digital Underground. Album promowały single: „Papa’z Song”, „I Get Around”, „Keep Ya Head Up” oraz „Holler If Ya Hear Me”.

## Lista utworów
| Nr | Tytuł                           | Producent                   | Goście                      | Czas |
| -- | ------------------------------- | --------------------------- | --------------------------- | ---- |
| 1  | „Holler If Ya Hear Me”          | Stretch                     |                             | 4:38 |
| 2  | „Pac’s Theme (Interlude)”       | The Underground Railroad    |                             | 1:56 |
| 3  | „Point the Finga”               | Big D The Impossible        |                             | 4:25 |
| 4  | „Something 2 Die 4 (Interlude)” | 2Pac; Big D The Impossible” |                             | 2:43 |
| 5  | „Last Wordz”                    | Bobby „Bobcat” Ervin        | Ice Cube, Ice-T             | 3:36 |
| 6  | „Souljah’s Revenge”             | Bobby „Bobcat” Ervin        |                             | 3:16 |
| 7  | „Peep Game”                     | Bobby „Bobcat” Ervin        | Deadly Threat               | 4:28 |
| 8  | „Strugglin'”                    | Live Squad                  | Live Squad                  | 3:33 |
| 9  | „Guess Who’s Back”              | Special Ed                  |                             | 3:06 |
| 10 | „Representin’ 93”               | Truman Jefferson            |                             | 3:34 |
| 11 | „Keep Ya Head Up”               | DJ Daryl                    | Dave Hollister              | 4:22 |
| 12 | „Strictly 4 My N.I.G.G.A.Z.”    | Blinky Billz                |                             | 5:55 |
| 13 | „The Streetz R Deathrow”        | Sniper Tipper               |                             | 3:26 |
| 14 | „I Get Around”                  | Chocolate Clown             | Digital Underground         | 4:18 |
| 15 | „Papa’z Song”                   | Big D The Impossible        | Wycked, Poppi               | 5:26 |
| 16 | „5 Deadly Venomz”               | Stretch                     | Treach, Apache & Live Squad | 5:13 |

## Notowania
Album
| Rok  | Najwyższa pozycja | Najwyższa pozycja      |
| Rok  | Billboard 200     | Top R&B/Hip-Hop Albums |
| ---- | ----------------- | ---------------------- |
| 1993 | 24                | 4                      |

Single
| Rok  | Tytuł             | Najwyższa pozycja     | Najwyższa pozycja     | Najwyższa pozycja | Najwyższa pozycja      | Najwyższa pozycja                  |
| Rok  | Tytuł             | The Billboard Hot 100 | Hot R&B/Hip-Hop Songs | Hot Rap Tracks    | Rhythmic Airplay Chart | Hot Dance Music/Maxi-Singles Sales |
| ---- | ----------------- | --------------------- | --------------------- | ----------------- | ---------------------- | ---------------------------------- |
| 1993 | „I Get Around”    | 11                    | 5                     | 8                 | 7                      | 2                                  |
| 1993 | „Keep Ya Head Up” | 12                    | 7                     | 2                 | 3                      | 2                                  |
| 1994 | „Papa’z Song”     | 87                    | 82                    | 24                | –                      | –                                  |

## Certyfikaty i sprzedaż
| Kraj                     | Certyfikat      | Sprzedaż   |
| ------------------------ | --------------- | ---------- |
| Stany Zjednoczone (RIAA) | platynowa płyta | 1 000 000+ |
| Wielka Brytania (BPI)    | srebrna płyta   | 60 000+    |